# Campeonato Mundial Juvenil de Atletismo de 2013
El VIII Campeonato Mundial Juvenil de Atletismo se desarrolló en la ciudad de Donetsk, Ucrania, del 10 al 14 de julio de 2013. La  sede principal de los eventos fue el Complejo Regional de Deportes «Olimpiyskyi».

En esta edición, se implantaron tres mejores marcas mundiales en categoría juvenil y dieciséis récords de campeonato, y la delegación de Jamaica acumuló el mayor número de medallas de oro por primera vez en la historia del certamen.

## Participantes
Participaron en el evento 1519 atletas provenientes de 161 países afiliados a la Asociación Internacional de Federaciones de Atletismo. 830 compitieron en la rama masculina, y 689 en la rama femenina.

## Récords

### 10 de julio
En el primer día de competición, la atleta alemana Fabienne Schönig de 15 años, mientras disputaba la clasificación con el grupo A de lanzamiento de jabalina (500 gm), logró en su primer lanzamiento lanzar la jabalina a una distancia de 52,16 metros, batiendo el récord del campeonato. La atleta china Yuchen Xie de 17 años, mientras disputaba la final de lanzamiento de disco, consiguió en su último lanzamiento lanzar el disco a una distancia de 56,34 metros, batiendo el récord del campeonato y ganando la medalla de oro. 

### 11 de julio
En el segundo día de competición, la atleta turca Emel Dereli de 17 años, superó la marca del campeonato con un tiro de 19,18 metros en el lanzamiento de bala (3 kg) durante la fase preliminar. Unas horas más tarde, en la final de lanzamiento de bala (3 kg), la atleta Emel Dereli volvió a superar la marca del campeonato al conseguir un tiro de 20,14 metros. La atleta australiana Mackenzie Little de 16 años, en la final de lanzamiento de jabalina, consiguió lanzar la jabalina a una distancia de 61,47 metros, batiendo el récord del campeonato. En el penúltimo evento del día, la final de 100 metros vallas, la atleta jamaicana Yanique Thompson de 17 años, hizo una carrera muy rápida consiguiendo un tiempo de 12,94 segundos y logrando la mejor marca mundial de todos los tiempos en categoría juvenil.

### 12 de julio
En el tercer día de competición, la atleta húngara Réka Gyuratz de 17 años, en la fase de clasificación de lanzamiento de martillo (3 kg), lanzó el martillo a una distancia de 71,72 metros, consiguiendo el récord del campeonato. El atleta etíope Meresa Kahsay de 17 años, en la final de los 2000 metros obstáculos, una carrera rápida y bastante disputada hasta los últimos metros, consiguió un tiempo de 5:19,99, logrando la mejor marca mundial de todos los tiempos en categoría juvenil. En el último evento del día, la final de los 110 metros vallas, el atleta jamaicano Jaheel Hyde de 16 años, consiguió un tiempo de 13,13 segundos, batiendo el récord del campeonato.

### 13 de julio
En el cuarto día de competición, la atleta húngara Réka Gyuratz de 17 años, en la final de lanzamiento de martillo (3 kg), volvió a mejorar el récord del campeonato al lanzar el martillo a una distancia de 73,20 metros. El atleta cubano Lázaro Martínez Santrayll de 15 años, en la final de triple salto, saltó 16,63 metros consiguiendo el récord del campeonato. La atleta alemana Celina Leffler de 17 años, consiguió un total de 5747 puntos en las siete pruebas del heptatlón y mejoró el récord del campeonato.

### 14 de julio
En el quinto día de competición, en el que se desarrollaron únicamente las finales de varias pruebas, los nuevos récords de campeonato fueron para el keniata Robert Kiptoo Biwott con registro de 3:36,77 en los 1500 m, mientras que la sueca Iréne Ekelund en los 200 m, y la islandesa Aníta Hinriksdóttir en los 800 m, lograron implantar marcas de 22,92 s y 2:01,13, respectivamente. La nueva mejor marca mundial fue para el equipo masculino de Jamaica que impuso un tiempo de 1:49,23 en el relevo sueco.

## Resultados

### Masculino
| Evento                                         | Oro                                                                               | Plata                                                                       | Bronce                                                         |
| ---------------------------------------------- | --------------------------------------------------------------------------------- | --------------------------------------------------------------------------- | -------------------------------------------------------------- |
| 100 metros (11 de julio)                       | Youxue Mo China 10,35                                                             | Ojie Edoburun Reino Unido 10,35                                             | Reynier Mena · Cuba · 10,37                                    |
| 200 metros (14 de julio)                       | Michael O'Hara Jamaica 20,63                                                      | Vítor Hugo dos Santos · Brasil · 20,67                                      | Reynier Mena · Cuba · 20,79                                    |
| 400 metros (12 de julio)                       | Martin Manley Jamaica 45,89                                                       | Ryan Clark Estados Unidos 46,46                                             | Alexander Lerionka Sampao Kenia 46,78                          |
| 800 metros (13 de julio)                       | Alfred Kipketer Kenia 1:48,01                                                     | Konstantin Tolokonnikov · Rusia · 1:48,29                                   | Kyle Langford Reino Unido 1:48,32                              |
| 1500 metros (14 de julio)                      | Robert Kiptoo Biwott Kenia 3:36,77 (RC)                                           | Tesfu Tewelde Eritrea 3:42,14                                               | Titus Kipruto Kibiego Kenia 3:42,97                            |
| 3000 metros (14 de julio)                      | Yomif Kejelcha Etiopía 7:53,56                                                    | Vedic Kipkoech Kenia 7:55,60                                                | Alexander Mutiso Munyao Kenia 7:56,86                          |
| 110 metros vallas (91,4 cm) (12 de julio)      | Jaheel Hyde Jamaica 13,13 (RC)                                                    | Marlon Humphrey Estados Unidos 13,24                                        | Yang Lu China 13,33                                            |
| 400 metros vallas (84 cm) (13 de julio)        | Marvin Williams Jamaica 50,39                                                     | Yang Wang China 50,78                                                       | Kenneth Selmon Estados Unidos 51,30                            |
| 2000 metros obstáculos (12 de julio)           | Meresa Kahsay Etiopía 5:19,99 (MMJ)                                               | Nicholas Kiptonui Bett Kenia 5:20,92                                        | Justus Kipkorir Lagat Kenia 5:30,00                            |
| 10000 metros marcha (13 de julio)              | Toshikazu Yamanishi Japón 41:53,80                                                | Maksim Krasnov · Rusia · 42:03,10                                           | Diego García · España · 42:03,32                               |
| Salto de altura (13 de julio)                  | Sanghyeok Woo Corea del Sur 2,20                                                  | Jiaxu Bai China 2,18                                                        | Christoff Bryan Jamaica 2,16                                   |
| Salto con pértiga (14 de julio)                | Harry Coppell Reino Unido 5,25                                                    | Bokai Huang China 5,20                                                      | Lev Skorish Israel 5,10                                        |
| Salto de longitud (11 de julio)                | Anatoliy Ryapolov · Rusia · 7,79                                                  | Yaoqing Fang China 7,53                                                     | Isaiah Moore Estados Unidos 7,53                               |
| Triple salto (13 de julio)                     | Lázaro Martínez Santrayll · Cuba · 16,63 (RC)                                     | Yaoqing Fang China 16,48                                                    | Dimitri Antonov · Alemania · 16,02                             |
| Lanzamiento de peso (5 kg) (10 de julio)       | Patrick Müller · Alemania · 22,02                                                 | Henning Prüfer · Alemania · 21,94                                           | Mohamed Magdi Hamza · Egipto · 20,58                           |
| Lanzamiento de disco (1,500 kg) (13 de julio)  | Matthew Denny Australia 67,54                                                     | Henning Prüfer · Alemania · 65,62                                           | Yulong Cheng China 62,80                                       |
| Lanzamiento de martillo (5 kg) (12 de julio)   | Matija Greguric · Croacia · 79,38                                                 | Pavel Paliakou · Bielorrusia · 79,02                                        | Matthew Denny Australia 78,67                                  |
| Lanzamiento de jabalina (700 gm) (14 de julio) | Matija Muhar Eslovenia 78,84                                                      | Norbert Rivasz-Tóth · Hungría · 78,27                                       | Pablo Bugallo · España · 76,63                                 |
| Relevo sueco (14 de julio)                     | Waseem Williams Michael O'Hara Okeen Williams Martin Manley Jamaica 1:49,23 (MMJ) | Jaalen Jones Noah Lyles Taylor McLaughlin Ryan Clark Estados Unidos 1:50,14 | Daiki Oda Shunto Nagata Kakeru Yamaki Kaisei Yui Japón 1:50,52 |
| Octatlón (10-11 de julio)                      | Karsten Warholm · Noruega · 6451                                                  | Feliks Shestopalov · Rusia · 6260                                           | Jan Doležal · República Checa · 6222                           |

- (MMJ) – Mejor marca mundial en categoría juvenil.
- (RC) – Récord de campeonato.

### Femenino
| Evento                                         | Oro                                                                      | Plata                                                                                | Bronce                                                                    |
| ---------------------------------------------- | ------------------------------------------------------------------------ | ------------------------------------------------------------------------------------ | ------------------------------------------------------------------------- |
| 100 metros (11 de julio)                       | Ky Westbrook Estados Unidos 11,33                                        | Ariana Washington Estados Unidos 11,40                                               | Ángela Tenorio · Ecuador · 11,41                                          |
| 200 metros (14 de julio)                       | Iréne Ekelund · Suecia · 22,92 (RC)                                      | Ángela Tenorio · Ecuador · 23,13                                                     | Ariana Washington Estados Unidos 23,20                                    |
| 400 metros (12 de julio)                       | Sabrina Bakare Reino Unido 52,77                                         | Olivia Baker Estados Unidos 53,38                                                    | Tiffany James Jamaica 53,56                                               |
| 800 metros (14 de julio)                       | Aníta Hinriksdóttir Islandia 2:01,13 (RC)                                | Dureti Edao Etiopía 2:03,25                                                          | Raevyn Rogers Estados Unidos 2:03,32                                      |
| 1500 metros (13 de julio)                      | Tigist Gashaw Etiopía 4:14,25                                            | Dawit Seyaum Etiopía 4:15,51                                                         | Alexa Efraimson Estados Unidos 4:16,07                                    |
| 3000 metros (10 de julio)                      | Lilian Kasait Rengeruk Kenia 8:58,74                                     | Berhan Demiesa Etiopía 9:00,06                                                       | Silenat Yismaw Etiopía 9:01,63                                            |
| 100 metros vallas (76,2 cm) (11 de julio)      | Yanique Thompson Jamaica 12,94 (MMJ)                                     | Dior Hall Estados Unidos 13,01                                                       | Mikiah Brisco Estados Unidos 13                                           |
| 400 metros vallas (13 de julio)                | Helene Swanepoel Sudáfrica 58,08                                         | Tia-Adana Belle Barbados 58,42                                                       | Lisa-Marie Jacoby · Alemania · 58,75                                      |
| 2000 metros obstáculos (14 de julio)           | Rosefline Chepngetich Kenia 6:14,60                                      | Daysi Jepkemei Kenia 6:15,12                                                         | Weynshet Ansa Etiopía 6:30,05                                             |
| 5000 metros marcha (13 de julio)               | Olga Shargina · Rusia · 22:13,91                                         | Momoko Mizota Japón 22:42,77                                                         | Noemi Stella · Italia · 22:48,95                                          |
| Salto de altura (12 de julio)                  | Eleanor Patterson Australia 1,88                                         | Erika Furlani · Italia · 1,82                                                        | Rhizlane Siba Marruecos Julia Du Plessis Sudáfrica 1,79                   |
| Salto con pértiga (13 de julio)                | Robeilys Peinado · Venezuela · 4,25                                      | Alena Lutkovskaya · Rusia · 4,15                                                     | Krista Obižajeva Letonia 4,05                                             |
| Salto de longitud (14 de julio)                | Florentina Marincu · Rumania · 6,42                                      | Keturah Orji Estados Unidos 6,39                                                     | Natalia Chacinska · Polonia · 6,22                                        |
| Triple salto (12 de julio)                     | Florentina Marincu · Rumania · 13,75                                     | Rong Wang China 13,69                                                                | Keturah Orji Estados Unidos 13,69                                         |
| Lanzamiento de peso (3 kg) (11 de julio)       | Emel Dereli Turquía 20,14 (RC)                                           | Alëna Bugakova · Rusia · 18,60                                                       | Ashlie Blake Estados Unidos 17,57                                         |
| Lanzamiento de disco (10 de julio)             | Yuchen Xie China 56,34 (RC)                                              | Claudine Vita · Alemania · 52,59                                                     | Xinyun Liang China 51,50                                                  |
| Lanzamiento de martillo (3 kg) (13 de julio)   | Réka Gyurátz · Hungría · 73,20 (RC)                                      | Helga Völgyi · Hungría · 71,95                                                       | Valeriia Semenkova · Ucrania · 68,62                                      |
| Lanzamiento de jabalina (500 gm) (11 de julio) | Mackenzie Little Australia 61,47 (RC)                                    | Yulenmis Aguilar · Cuba · 59,94                                                      | Anete Kociņa Letonia 54,26                                                |
| Relevo sueco (14 de julio)                     | Dior Hall Ky Westbrook Raevyn Rogers Olivia Baker Estados Unidos 2:05,15 | Taylor Hill Nelda Huggins Jonel Lacey Tarika Moses Islas Vírgenes Británicas 2:07,40 | Mizuki Nakamura Nana Fujimori Seika Aoyama Nanako Matsumoto Japón 2:07,61 |
| Heptatlón (12-13 de julio)                     | Celina Leffler · Alemania · 5747 (RC)                                    | Emma Stenlöf · Suecia · 5590                                                         | Louisa Grauvogel · Alemania · 5581                                        |

- (MMJ) – Mejor marca mundial en categoría juvenil.
- (RC) – Récord de campeonato.

## Medallero
País organizador (Ucrania)
| Núm. | País                            | Oro | Plata | Bronce | Total |
| ---- | ------------------------------- | --- | ----- | ------ | ----- |
| 1    | Jamaica (JAM)                   | 6   | 0     | 2      | 8     |
| 2    | Kenia (KEN)                     | 4   | 3     | 4      | 11    |
| 3    | Etiopía (ETH)                   | 3   | 3     | 2      | 8     |
| 4    | Australia (AUS)                 | 3   | 0     | 1      | 4     |
| 5    | Estados Unidos (USA)            | 2   | 7     | 8      | 17    |
| 6    | China (CHN)                     | 2   | 6     | 3      | 11    |
| 7    | Rusia (RUS)                     | 2   | 5     | 0      | 7     |
| 8    | Alemania (GER)                  | 2   | 3     | 3      | 8     |
| 9    | Reino Unido (GBR)               | 2   | 1     | 1      | 4     |
| 10   | Rumania (ROU)                   | 2   | 0     | 0      | 2     |
| 11   | Hungría (HUN)                   | 1   | 2     | 0      | 3     |
| 12   | Cuba (CUB)                      | 1   | 1     | 2      | 4     |
| 12   | Japón (JPN)                     | 1   | 1     | 2      | 4     |
| 14   | Suecia (SWE)                    | 1   | 1     | 0      | 2     |
| 15   | Sudáfrica (RSA)                 | 1   | 0     | 1      | 2     |
| 16   | Corea del Sur (KOR)             | 1   | 0     | 0      | 1     |
| 16   | Croacia (CRO)                   | 1   | 0     | 0      | 1     |
| 16   | Eslovenia (SLO)                 | 1   | 0     | 0      | 1     |
| 16   | Islandia (ISL)                  | 1   | 0     | 0      | 1     |
| 16   | Noruega (NOR)                   | 1   | 0     | 0      | 1     |
| 16   | Turquía (TUR)                   | 1   | 0     | 0      | 1     |
| 16   | Venezuela (VEN)                 | 1   | 0     | 0      | 1     |
| 23   | Ecuador (ECU)                   | 0   | 1     | 1      | 2     |
| 23   | Italia (ITA)                    | 0   | 1     | 1      | 2     |
| 25   | Barbados (BAR)                  | 0   | 1     | 0      | 1     |
| 25   | Bielorrusia (BLR)               | 0   | 1     | 0      | 1     |
| 25   | Brasil (BRA)                    | 0   | 1     | 0      | 1     |
| 25   | Eritrea (ERI)                   | 0   | 1     | 0      | 1     |
| 25   | Islas Vírgenes Británicas (IVB) | 0   | 1     | 0      | 1     |
| 30   | España (ESP)                    | 0   | 0     | 2      | 2     |
| 30   | Letonia (LAT)                   | 0   | 0     | 2      | 2     |
| 32   | Egipto (EGY)                    | 0   | 0     | 1      | 1     |
| 32   | Israel (ISR)                    | 0   | 0     | 1      | 1     |
| 32   | Marruecos (MAR)                 | 0   | 0     | 1      | 1     |
| 32   | Polonia (POL)                   | 0   | 0     | 1      | 1     |
| 32   | República Checa (CZE)           | 0   | 0     | 1      | 1     |
| 32   | Ucrania (UKR)                   | 0   | 0     | 1      | 1     |
|      | Total                           | 40  | 40    | 41     | 121   |

- En la final de salto de altura femenino, empataron dos atletas en el tercer lugar y ambas atletas ganaron una medalla de bronce, por ese motivo aparece una unidad más en la medalla de bronce con respecto a la medalla de oro y plata.